# San Sebastián, Coapilla
San Sebastián är en ort i Mexiko.   Den ligger i kommunen Coapilla och delstaten Chiapas, i den sydöstra delen av landet, 700 km öster om huvudstaden Mexico City. San Sebastián ligger 1 034 meter över havet och antalet invånare är 207.
Terrängen runt San Sebastián är kuperad söderut, men norrut är den bergig. Runt San Sebastián är det ganska tätbefolkat, med 52 invånare per kvadratkilometer. Närmaste större samhälle är Copainalá, 10,4 km väster om San Sebastián. I omgivningarna runt San Sebastián växer huvudsakligen savannskog.